# ウィリアム・バートラム

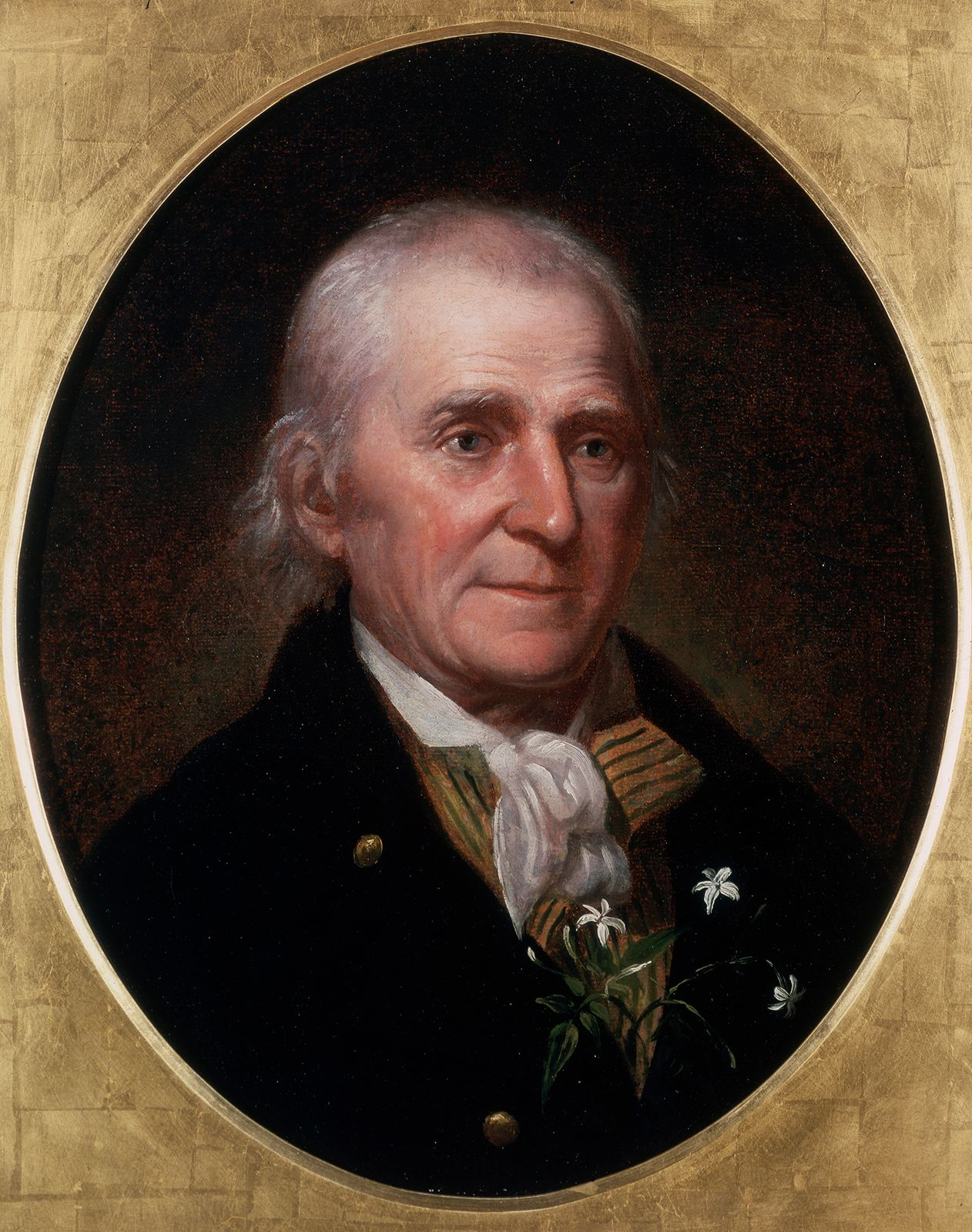
ウィリアム・バートラム

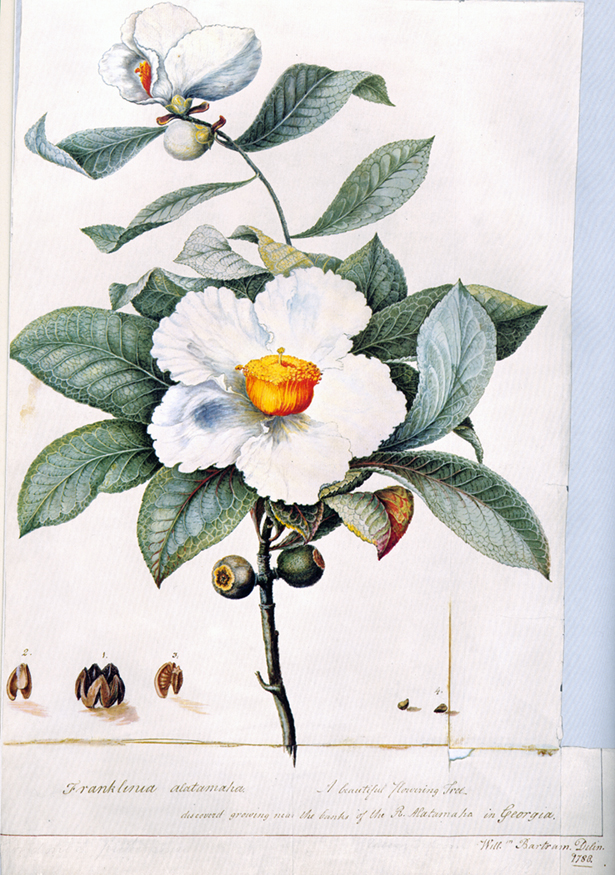
バートラムの植物画

ウィリアム・バートラム（William Bartram、1739年4月20日 - 1823年7月22日）は、アメリカ合衆国の博物学者である。

## 生涯
現在はフィラデルフィアの一部となっているペンシルベニア州のキング・エジング（King Essing）に生まれた。父親も有名な博物学者のジョン・バートラムである。父親は子供のウィリアムをキャッツキル山地などの探検旅行に伴い、父親の集めた標本を描き、博物画家としての才能で知られるようになった。稀少な植物を集めた父親の植物園の世話をするようになった。
1773年から4年間、単独で、8か所の南部の植民地の探検調査を行い、地方の植物、動物の多くの図面と記録を残した。1780年代はフロリダ、ジョージア、カロライナへの探検調査に費やした。当時としてはもっとも完全なアメリカの鳥類の一覧をつくりあげた。1791年から多くの旅行記を出版した。アメリカの自然史上に残る著作になったばかりでなく、アメリカの風景のいきいきとした描写で知られ、ウィリアム・ワーズワースや、サミュエル・コールリッジらの作家にも影響を与えたとされる。
1802年にアメリカの最初の鳥類図鑑を製作することになるアレクサンダー・ウィルソンと出会い、鳥類学の基礎を教えた。ウィルソンの著書『アメリカの鳥類』（"American Ornithology"）には、バートラム父子のつくったバートラム・ガーデンなどに関する言及が見られる。後半生は、多くの学校からの教授としての招きやルイス・クラーク探検隊への参加などを断り、バートラム・ガーデンで働いてすごした。
北半球に分布するタマゴケ（Bartramia pomiformis）の科名、属名、種名に献名されている。

## 著書
- "Travels through North and South Carolina, Georgia, East and West Florida, the Cherokee Country, etc." Philadelphia, James & Johson, 1791. (E-Text, englisch)